# Aleșd
Aleșd je rumunské město v župě Bihor. Žije zde přibližně 9 700 obyvatel.
Administrativní součástí města jsou i  tři okolní vesnice.

## Části
- Aleșd – 7 265 obyvatel
- Pădurea Neagră – 405 obyvatel
- Peștiș – 1 222 obyvatel
- Tinăud – 770 obyvatel